# PRIDE Total Elimination Absolute
PRIDE Total Elimination Absolute fue un evento de artes marciales mixtas producido por PRIDE Fighting Championships, celebrado el 5 de mayo de 2006 en el Osaka Dome de Osaka.

## Historia
Se llevaron a cabo siete peleas del torneo Grand Prix de Peso Libre de PRIDE y una pelea alternativo. Los siete participantes ganadores avanzaron a la segunda ronda, que se efectuó en el evento PRIDE Critical Countdown Absolute. El ganador del combate alternativo ocupará el lugar de cualquier peleador que no pueda participar en combates posteriores.
El campeón de peso pesado de PRIDE y ganador del Grand Prix de Peso Pesado 2004, Fiódor Yemeliánenko, originalmente estaba programado para ingresar al torneo con un descanso en la primera ronda, pero una lesión en la mano le impidió participar. Wanderlei Silva, quien era el entonces campeón de peso mediano de la organización, recibió su pase automático a la siguiente ronda.

## Cuadro de desarrollo
|  | Ronda Inaugural Total Elimination Absolute (5 de mayo) | Ronda Inaugural Total Elimination Absolute (5 de mayo) | Ronda Inaugural Total Elimination Absolute (5 de mayo) |                          |                           | Cuartos de final Critical Countdown Absolute (1 de julio) | Cuartos de final Critical Countdown Absolute (1 de julio) | Cuartos de final Critical Countdown Absolute (1 de julio) |  |  | Semifinales Final Conflict Absolute (10 de septiembre) | Semifinales Final Conflict Absolute (10 de septiembre) | Semifinales Final Conflict Absolute (10 de septiembre) |  |  | Final Final Conflict (10 de septiembre) | Final Final Conflict (10 de septiembre) | Final Final Conflict (10 de septiembre) |  |
|  |                                                        |                                                        |                                                        |                          |                           |                                                           |                                                           |                                                           |  |  |                                                        |                                                        |                                                        |  |  |                                         |                                         |                                         |  |
|  |                                                        |                                                        |                                                        |                          |                           |                                                           |                                                           |                                                           |  |  |                                                        |                                                        |                                                        |  |  |                                         |                                         |                                         |  |
|  | Bandera de Estados Unidos                              | Josh Barnett                                           | SUB                                                    |                          |                           |                                                           |                                                           |                                                           |  |  |                                                        |                                                        |                                                        |  |  |                                         |                                         |                                         |  |
|  | Bandera de Estados Unidos                              | Josh Barnett                                           | SUB                                                    |                          |                           |                                                           |                                                           |                                                           |  |  |                                                        |                                                        |                                                        |  |  |                                         |                                         |                                         |  |
|  | Bandera de Rusia                                       | Aleksandr Yemeliánenko                                 | 11:57                                                  |                          |                           |                                                           |                                                           |                                                           |  |  |                                                        |                                                        |                                                        |  |  |                                         |                                         |                                         |  |
|  | Bandera de Rusia                                       | Aleksandr Yemeliánenko                                 | 11:57                                                  |                          | Bandera de Estados Unidos | Josh Barnett                                              |                                                           |                                                           |  |  |                                                        |                                                        |                                                        |  |  |                                         |                                         |                                         |  |
|  |                                                        |                                                        |                                                        |                          | Bandera de Estados Unidos | Josh Barnett                                              |                                                           |                                                           |  |  |                                                        |                                                        |                                                        |  |  |                                         |                                         |                                         |  |
|  |                                                        |                                                        | Bandera de Nueva Zelanda                               | Mark Hunt                |                           |                                                           |                                                           |                                                           |  |  |                                                        |                                                        |                                                        |  |  |                                         |                                         |                                         |  |
|  | Bandera de Nueva Zelanda                               | Mark Hunt                                              | Bandera de Nueva Zelanda                               | Mark Hunt                | TKO                       |                                                           |                                                           |                                                           |  |  |                                                        |                                                        |                                                        |  |  |                                         |                                         |                                         |  |
|  | Bandera de Nueva Zelanda                               | Mark Hunt                                              |                                                        |                          |                           |                                                           |                                                           |                                                           |  |  |                                                        |                                                        |                                                        |  |  |                                         |                                         |                                         |  |
|  | Bandera de Japón                                       | Tsuyoshi Kohsaka                                       | 14:15                                                  |                          |                           |                                                           |                                                           |                                                           |  |  |                                                        |                                                        |                                                        |  |  |                                         |                                         |                                         |  |
|  | Bandera de Japón                                       | Tsuyoshi Kohsaka                                       | 14:15                                                  |                          |                           |                                                           | Bandera de ?                                              |                                                           |  |  |                                                        |                                                        |                                                        |  |  |                                         |                                         |                                         |  |
|  |                                                        |                                                        |                                                        |                          |                           |                                                           |                                                           |                                                           |  |  |                                                        |                                                        |                                                        |  |  |                                         |                                         |                                         |  |
|  |                                                        |                                                        | Bandera de ?                                           |                          |                           |                                                           |                                                           |                                                           |  |  |                                                        |                                                        |                                                        |  |  |                                         |                                         |                                         |  |
|  | Bandera de Brasil                                      | Fabrício Werdum                                        | SUB                                                    |                          |                           |                                                           |                                                           |                                                           |  |  |                                                        |                                                        |                                                        |  |  |                                         |                                         |                                         |  |
|  | Bandera de Brasil                                      | Fabrício Werdum                                        | SUB                                                    |                          |                           |                                                           |                                                           |                                                           |  |  |                                                        |                                                        |                                                        |  |  |                                         |                                         |                                         |  |
|  | Bandera de los Países Bajos                            | Alistair Overeem                                       | 13:43                                                  |                          |                           |                                                           |                                                           |                                                           |  |  |                                                        |                                                        |                                                        |  |  |                                         |                                         |                                         |  |
|  | Bandera de los Países Bajos                            | Alistair Overeem                                       | 13:43                                                  |                          | Bandera de Brasil         | Fabrício Werdum                                           |                                                           |                                                           |  |  |                                                        |                                                        |                                                        |  |  |                                         |                                         |                                         |  |
|  |                                                        |                                                        |                                                        |                          | Bandera de Brasil         | Fabrício Werdum                                           |                                                           |                                                           |  |  |                                                        |                                                        |                                                        |  |  |                                         |                                         |                                         |  |
|  |                                                        |                                                        | Bandera de Brasil                                      | Antônio Rodrigo Nogueira |                           |                                                           |                                                           |                                                           |  |  |                                                        |                                                        |                                                        |  |  |                                         |                                         |                                         |  |
|  | Bandera de Brasil                                      | Antônio Rodrigo Nogueira                               | Bandera de Brasil                                      | Antônio Rodrigo Nogueira | SUB                       |                                                           |                                                           |                                                           |  |  |                                                        |                                                        |                                                        |  |  |                                         |                                         |                                         |  |
|  | Bandera de Brasil                                      | Antônio Rodrigo Nogueira                               |                                                        |                          |                           |                                                           |                                                           |                                                           |  |  |                                                        |                                                        |                                                        |  |  |                                         |                                         |                                         |  |
|  | Bandera de Brasil                                      | Zuluzinho                                              | 2:17                                                   |                          |                           |                                                           |                                                           |                                                           |  |  |                                                        |                                                        |                                                        |  |  |                                         |                                         |                                         |  |
|  | Bandera de Brasil                                      | Zuluzinho                                              | 2:17                                                   |                          |                           |                                                           |                                                           |                                                           |  |  |                                                        | Bandera de ?                                           |                                                        |  |  |                                         |                                         |                                         |  |
|  |                                                        |                                                        |                                                        |                          |                           |                                                           |                                                           |                                                           |  |  |                                                        |                                                        |                                                        |  |  |                                         |                                         |                                         |  |
|  |                                                        |                                                        | Bandera de ?                                           |                          |                           |                                                           |                                                           |                                                           |  |  |                                                        |                                                        |                                                        |  |  |                                         |                                         |                                         |  |
|  | Bandera de Croacia                                     | Mirko Cro Cop                                          | TKO                                                    |                          |                           |                                                           |                                                           |                                                           |  |  |                                                        |                                                        |                                                        |  |  |                                         |                                         |                                         |  |
|  | Bandera de Croacia                                     | Mirko Cro Cop                                          | TKO                                                    |                          |                           |                                                           |                                                           |                                                           |  |  |                                                        |                                                        |                                                        |  |  |                                         |                                         |                                         |  |
|  | Bandera de Japón                                       | Ikuhisa Minowa                                         | 1:10                                                   |                          |                           |                                                           |                                                           |                                                           |  |  |                                                        |                                                        |                                                        |  |  |                                         |                                         |                                         |  |
|  | Bandera de Japón                                       | Ikuhisa Minowa                                         | 1:10                                                   |                          | Bandera de Croacia        | Mirko Cro Cop                                             |                                                           |                                                           |  |  |                                                        |                                                        |                                                        |  |  |                                         |                                         |                                         |  |
|  |                                                        |                                                        |                                                        |                          | Bandera de Croacia        | Mirko Cro Cop                                             |                                                           |                                                           |  |  |                                                        |                                                        |                                                        |  |  |                                         |                                         |                                         |  |
|  |                                                        |                                                        | Bandera de Japón                                       | Hidehiko Yoshida         |                           |                                                           |                                                           |                                                           |  |  |                                                        |                                                        |                                                        |  |  |                                         |                                         |                                         |  |
|  | Bandera de Japón                                       | Hidehiko Yoshida                                       | Bandera de Japón                                       | Hidehiko Yoshida         | SUB                       |                                                           |                                                           |                                                           |  |  |                                                        |                                                        |                                                        |  |  |                                         |                                         |                                         |  |
|  | Bandera de Japón                                       | Hidehiko Yoshida                                       |                                                        |                          |                           |                                                           |                                                           |                                                           |  |  |                                                        |                                                        |                                                        |  |  |                                         |                                         |                                         |  |
|  | Bandera de Japón                                       | Yosuke Nishijima                                       | 2:33                                                   |                          |                           |                                                           |                                                           |                                                           |  |  |                                                        |                                                        |                                                        |  |  |                                         |                                         |                                         |  |
|  | Bandera de Japón                                       | Yosuke Nishijima                                       | 2:33                                                   |                          |                           |                                                           | Bandera de ?                                              |                                                           |  |  |                                                        |                                                        |                                                        |  |  |                                         |                                         |                                         |  |
|  |                                                        |                                                        |                                                        |                          |                           |                                                           |                                                           |                                                           |  |  |                                                        |                                                        |                                                        |  |  |                                         |                                         |                                         |  |
|  |                                                        |                                                        | Bandera de ?                                           |                          |                           |                                                           |                                                           |                                                           |  |  |                                                        |                                                        |                                                        |  |  |                                         |                                         |                                         |  |
|  | Bandera de Japón                                       | Kazuyuki Fujita                                        | KO                                                     |                          |                           |                                                           |                                                           |                                                           |  |  |                                                        |                                                        |                                                        |  |  |                                         |                                         |                                         |  |
|  | Bandera de Japón                                       | Kazuyuki Fujita                                        | KO                                                     |                          |                           |                                                           |                                                           |                                                           |  |  |                                                        |                                                        |                                                        |  |  |                                         |                                         |                                         |  |
|  | Bandera del Reino Unido                                | James Thompson                                         | 8:25                                                   |                          |                           |                                                           |                                                           |                                                           |  |  |                                                        |                                                        |                                                        |  |  |                                         |                                         |                                         |  |
|  | Bandera del Reino Unido                                | James Thompson                                         | 8:25                                                   |                          | Bandera de Japón          | Kazuyuki Fujita                                           |                                                           |                                                           |  |  |                                                        |                                                        |                                                        |  |  |                                         |                                         |                                         |  |
|  |                                                        |                                                        |                                                        |                          | Bandera de Japón          | Kazuyuki Fujita                                           |                                                           |                                                           |  |  |                                                        |                                                        |                                                        |  |  |                                         |                                         |                                         |  |
|  |                                                        |                                                        | Bandera de Brasil                                      | Wanderlei Silva          |                           |                                                           |                                                           |                                                           |  |  |                                                        |                                                        |                                                        |  |  |                                         |                                         |                                         |  |
|  | Bandera de Rusia                                       | Fiódor Yemeliánenko                                    | Bandera de Brasil                                      | Wanderlei Silva          | BYE                       |                                                           |                                                           |                                                           |  |  |                                                        |                                                        |                                                        |  |  |                                         |                                         |                                         |  |
|  | Bandera de Rusia                                       | Fiódor Yemeliánenko                                    |                                                        |                          |                           |                                                           |                                                           |                                                           |  |  |                                                        |                                                        |                                                        |  |  |                                         |                                         |                                         |  |
|  | Bandera de ?                                           |                                                        | -                                                      |                          |                           |                                                           |                                                           |                                                           |  |  |                                                        |                                                        |                                                        |  |  |                                         |                                         |                                         |  |
|  | Bandera de ?                                           |                                                        |                                                        |                          |                           |                                                           |                                                           |                                                           |  |  |                                                        |                                                        |                                                        |  |  |                                         |                                         |                                         |  |
|  |                                                        |                                                        |                                                        |                          |                           |                                                           |                                                           |                                                           |  |  |                                                        |                                                        |                                                        |  |  |                                         |                                         |                                         |  |

1. ↑  Fiódor Yemeliánenko no pudo participar en el torneo debido a una lesión. Fue reemplazado por Silva.